# كولن تيلي
كولن تيلي (بالإنجليزية: Colin Tilley)‏ هو مخرج فيديو موسيقي ‏ أمريكي، ولد في 27 يونيو 1988 في بيركيلي في الولايات المتحدة.

## وصلات خارجية
- كولن تيلي على موقع IMDb (الإنجليزية)
- كولن تيلي على موقع ميوزك برينز (الإنجليزية)
- كولن تيلي على موقع ديسكوغز (الإنجليزية)
- كولن تيلي على موقع قاعدة بيانات الفيلم (الإنجليزية)